# Фреккенфельд
Фреккенфельд (нем. Freckenfeld) — община в Германии, в земле Рейнланд-Пфальц. 
Входит в состав района Гермерсхайм. Подчиняется управлению Кандель.  Население составляет 1559 человек (на 31 декабря 2010 года). Занимает площадь 11,13 км².

## История

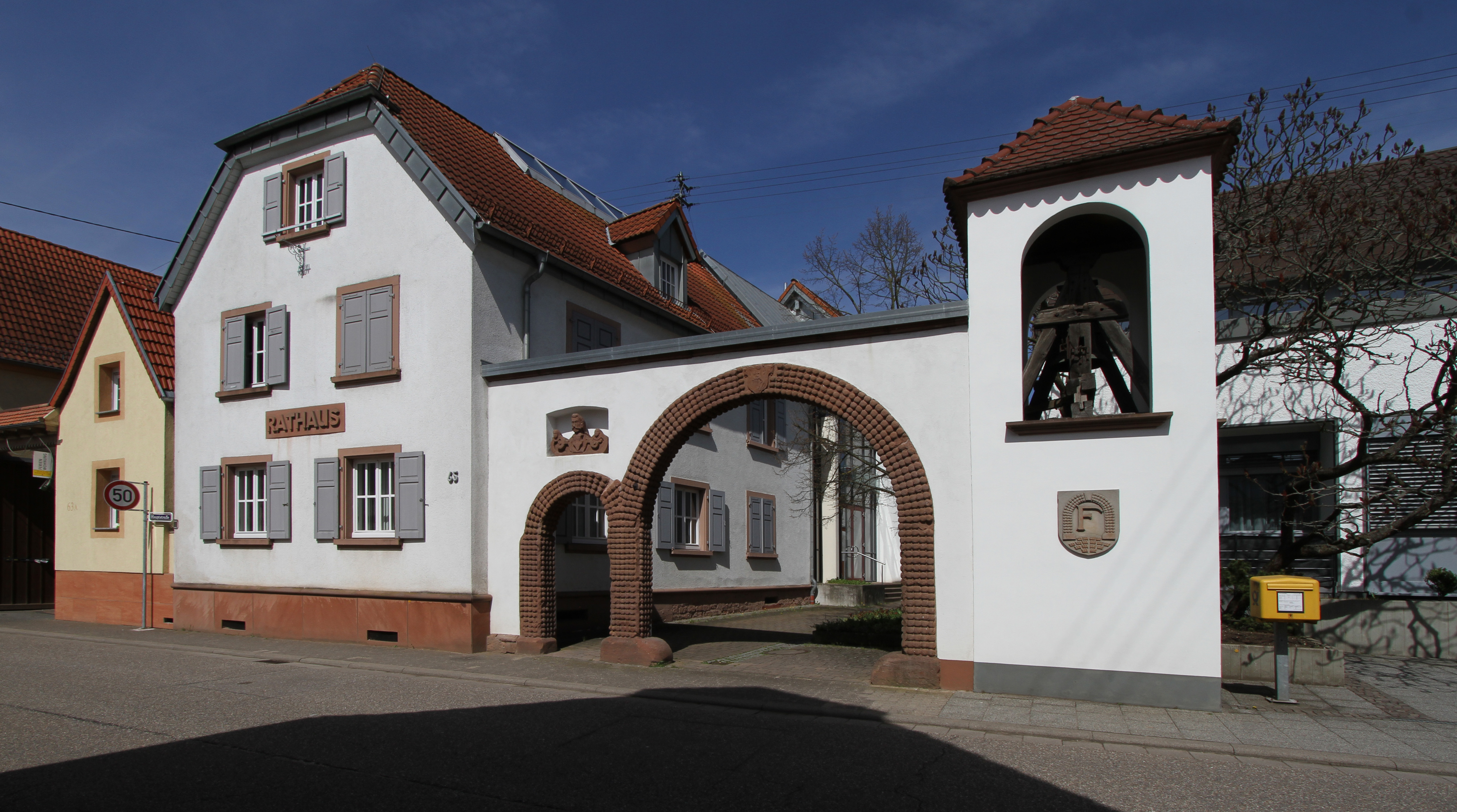
Ворота во Фреккенфельде

Во время Тридцатилетней войны через Фреккенфельд проходил шведский эскадрон, который пригрозил местным жителям репрессиями в случае, если те не заплатят им большой откуп. В ходе переговоров требование было смягчено: горожане выразили готовность накормить всех солдат. За дело взялся мастер-пекарь Йоханнес Мук, его жена и горничная. Они приготовили 1286 булочек на пару (дампфнуделей), пока каждый солдат не был сыт. Весь эскадрон был удовлетворён и покинул деревню без малейшего мародёрства и убийства. В память об этом событии местные жители возвели ворота, арка которых сложена из 1286 камней в форме булочек на пару. Ворота эти стоят и по сей день. Аналогичные ворота есть и в соседнем муниципалитете Кандель.